# Domenico Oranges
Domenico Oranges (Cosenza, 1710 – 1788) è stato un pittore italiano,esponente della scuola cosentina del XVIII secolo.

## Biografia
Domenico Oranges eseguì i suoi lavori artistici non solo nella città dei Bruzi ma anche nei paesi della provincia cosentina: Corigliano Calabro, S. Fili, Pietrafitta, Domanico, Castrolibero.Del suo tratto pittorico sono riconoscibili in tutte le sue opere la scelta dei toni scuro-rossastri.
Oranges fu chiamato, insieme ai pittori D. Giuseppe Maradei, D. Pasquale Maio, e D. Francesco Antonio Trojano anche professore di pittura, a constatare le fessure prodottesi nel miracolo del 1783, sulla sacra Immagine della Madonna del Pilerio a Cosenza, i quali giudicarono unanimemente i segni sull'Immagine non prodotti naturalmente, ma in maniera soprannaturale.

## Opere d'arte
- Otto tele ad olio con scene della vita di San Nicola - Chiesa di San Nicola (Cosenza). Anno 1756-58
- San Bruno, olio su tela  - Cattedrale di Cosenza. Anno 1759
- Tre affreschi sulla volta della navata centrale della Chiesa del Carmine - Corigliano Calabro. Anno 1744:
  - l'Annunciazione;
  - gli Angeli che reggono lo stemma dei Carmelitani;
  - Dio Padre che benedice.
- San Michele Arcangelo, tela - chiesa di San Nicola di Bari (Pietrafitta - CS).
- Tre tele Chiesa dell'Annunziata di San Lucido (CS):
  - L'immacolata;
  - Santa Chiara d'Assisi;
  - Santa Teresa d'Avila.
- Trasfigurazione del Cristo - Chiesa SS. Salvatore (Castrolibero - CS).